# Pete Gardner
Pete Gardner, pseudonimo di Peter Zahradnick (Scarsdale, 30 maggio 1964), è un attore statunitense.

## Biografia
Dopo aver frequentato il college a Saratoga Springs (New York), nel 1986 si trasferisce a Chicago per studiare improvvisazione teatrale all'ImprovOlympic.
La sua principale attività nel mondo del cinema è quella di interprete e tra i lavori più interessanti possiamo citare la partecipazione nel film del 2012 Project X - Una festa che spacca di Nima Nourizadeh. 
Nel 2001 ha inoltre lavorato con Steve Rash per la realizzazione del film Posta del cuore dove ha interpretato la parte di Carl.

## Filmografia

### Cinema
- Pioggia di soldi (Mo' Money), regia di Peter McDonald (1992)
- Dancing at the Blue Iguana, regia di Michael Radford (2000)
- Wish You Were Dead, regia di Valerie McAffrey (2002)
- Dick & Jane - Operazione furto (Fun with Dick and Jane), regia di Dean Parisot (2005)
- Wild Girls Gone, regia di John Ennis (2007)
- Carts, regia di Chris Cashman (2007)
- Un'impresa da Dio (Evan Almighty), regia di Tom Shadyac (2007)
- Zampa e la magia del Natale (The Search for Santa Paws), regia di Robert Vince (2010)
- Project X - Una festa che spacca (Project X), regia di Nima Nourizadeh (2012)
- Oliver, Stoned, regia di Tom Morris (2016)

### Televisione
- The Big Time, regia di Paris Barclay – film TV (2002)
- Settimo cielo (7th Heaven) – serie TV, episodio 7x06 (2002)
- Cold Case - Delitti irrisolti (Cold Case) - serie TV, 1 episodio (2004)
- Incinta o... quasi (Labor Pains), regia di Lara Shapiro – film TV (2009)
- CSI - Scena del crimine (CSI: Crime Scene Investigation) – serie TV, episodio 11x01 (2010)

## Doppiatori italiani
Nelle versioni in italiano dei suoi lavori, Pete Gardner è stato doppiato da:
- Fabrizio Russotto in Incinta... o quasi, Crazy Ex-Girlfriend
- Franco Mannella in Zampa e la magia del Natale, Il magico mondo di Harold
- Maurizio Reti in CSI: NY
- Giorgio Locuratolo in Cold Case - Delitti irrisolti
- Roberto Certomà in CSI - Scena del crimine
- Luigi Scribani in Perception
- Massimo Bitossi in The Brink
- Sergio Lucchetti in NCIS - Unità anticrimine